# Opičji T-celični limfotropni virusi
Opičji T-celični limfotropni virusi (Primate T-lymphotropic viruses, kratica PTLVs) je skupna onkogenih retrovirusov, ki lahko okuži primate. Razmnožuje se v limfocitih T. Vrsta, ki okuži človeka, se imenuje človeški T-celični limfotropni virus (HTLV).
Povezujejo ga s T-celičnimi levkemijami in limfomi pri odraslih ter demielizinirajočo boleznijo, imenovano s HTLV-I povezana mielopatija/tropska spastična parapareza. Do danes so poznani 4 tipi virusa (HTLV-I, HTLV-II, HTLV-III in HTLV-IV). V isto skupino spadajo sorodni virusi, ki povzročajo bolezni pri opicah starega sveta, opičji T-celični limfotropni virusi, in tudi pri njih so doslej poznani 4 tipi (STLV-I, STLV-II, STLV-III in STLV-V). Velja, da je HTLV vzniknil s pomočjo medvrstnega prenosa opičjih virusov iz te skupine. Prvotno je bil virus HIV, ki povzroča aids, poimenovan HTLV-III, vendar se izraz več ne uporablja. 
Genom HTLV-I je diploiden in je sestavljen iz dveh kopij enovijačne RNK, ki se nato prepiše v dvovijačno DNK, le-ta pa se vgradi v genom gostiteljeve celice. 

## HTLV-I
Humani T-celični limfotropni virus (Human T-lymphotropic virus) je prvi odkriti tumorotvoren človeški retrovirus. Povezan je z levkemijo in limfomi pri odraslih ter demielizinarijočo boleznijo, imenovano s HTLV-1 povezana mieolopatija oziroma tropska spastična parapareza.

### Pogostost pojavljanja
Če pogledamo svetovni zemljevid, bomo prenašalce našli predvsem na Japonskem (jugovzhod), Karibskih otokih in v Južni Ameriki, ter v centralni Afriki, na Papui Novi Gvineji in Salomonovih otokih. Na teh območjih je zanimivo, da seropozitivni odrasli variirajo od okrožja do okrožja, celo od vasi do vasi, saj je prenos odraz stikov med družino, spolnih odnosov in dojenja. 
Pogostost pojavljanja narašča po dvajsetem letu in doseže svoj maksimum nekje med štiridesetim in šestdesetim letom, medtem ko je pri ženskah višja za okoli 63 %, kar lahko pripišemo spolnemu prenosu. 
V družini večinoma velja, da okužena mati prenese infekcijo na svoje otroke.

## HTLV-II
HTLV-II je zelo soroden virus, ki si s HTLV-I deli okoli 70 % strukturnih podobnosti.

## HTLV-III in HTLV-IV
Leta 1984, ko sta   Robert Gallo in Luc Montagnier odkrila virus HIV, so ga prvotno poimenovali HTLV-III. HTLV-III se trenutno uporablja kot naziv za opis drugega virusa, sorodnega HTLV-I in HTLV-II. 
Poimenovanje HTLV-IV so uporabili za nedavno odkrite viruse. Te viruse so odkrili leta 2005 v ruralnih predelih Kameruna; gre za viruse, ki se prenašajo iz opic na ljudi, in sicer na lovce opic v divjini, če opica lovca opraska ali ugrizne.

## Prenašanje

#### Iz mame na otroka
Okoli 30% otrok, rojenih seropozitivni mami, je seropozitivnih, okužene celice T v mleku so vir okužbe s prenašajočim virusom. Ta vrsta prenašanja je bila dokazana, ko so seropozitivne matere prenehale z dojenjem svojih otrok, kar je drastično reduciralo odstotek seropozitivnosti pri njihovih otrocih.

#### S spolnim odnosom
Žene, ki imajo seropozitivnega moža, so praviloma seropozitivne. Nasprotno pa, frekvenca okuženih moških, ki so s pozitivnimi ženskami ni večja, kot frekvenca okuženih ostalih moških, kar kaže, da se okužba prenese iz moškega na žensko, ne pa obratno. Predvideva se, da so posrednik okužbe okužene celice T v semenu, kar razloži večjo pogostost pojavljanja okužbe pri ženskah. 

#### Transfuzije krvi
Transfuzije krvi prenesejo HTLV-1 na 60-70% prejemnikov. Ta način prenašanja je kritičen za okužene celice in na ta način lahko pride le do HAM/TSP in nikoli do ATL.